# Torfowisko Wieliszewo 1
Torfowisko Wieliszewo 1 – użytek ekologiczny w województwie pomorskim, w powiecie słupskim, w gminie Potęgowo, w obrębie ewidencyjnym Malczkówko, około 2,5 km na południowy zachód od zabudowań tejże wsi oraz około 1,5 km na południowy wschód od wsi Wieliszewo, na obszarze Wysoczyzny Damnickiej, utworzony dnia 1 lipca 2008 na mocy Uchwała Nr XIX/128/2008 Rady Gminy Potęgowo z dnia 29 lutego 2008 r. w sprawie ustanowienia użytków ekologicznych. Całkowita powierzchnia użytku wynosi 4,26 ha.
Przedmiotem ochrony jest torfowisko wysokie porośnięte młodym borem bagiennym (siedlisko przyrodnicze 7110 – torfowiska wysokie z roślinnością torfotwórczą (żywe)), będące częścią kompleksu torfowisk wysokich typu bałtyckiego „Torfowisko Wieliszewo”, które z kolei jest częścią torfowiska „Wieliszewskie Bagna” o łącznej powierzchni 133,70 ha.

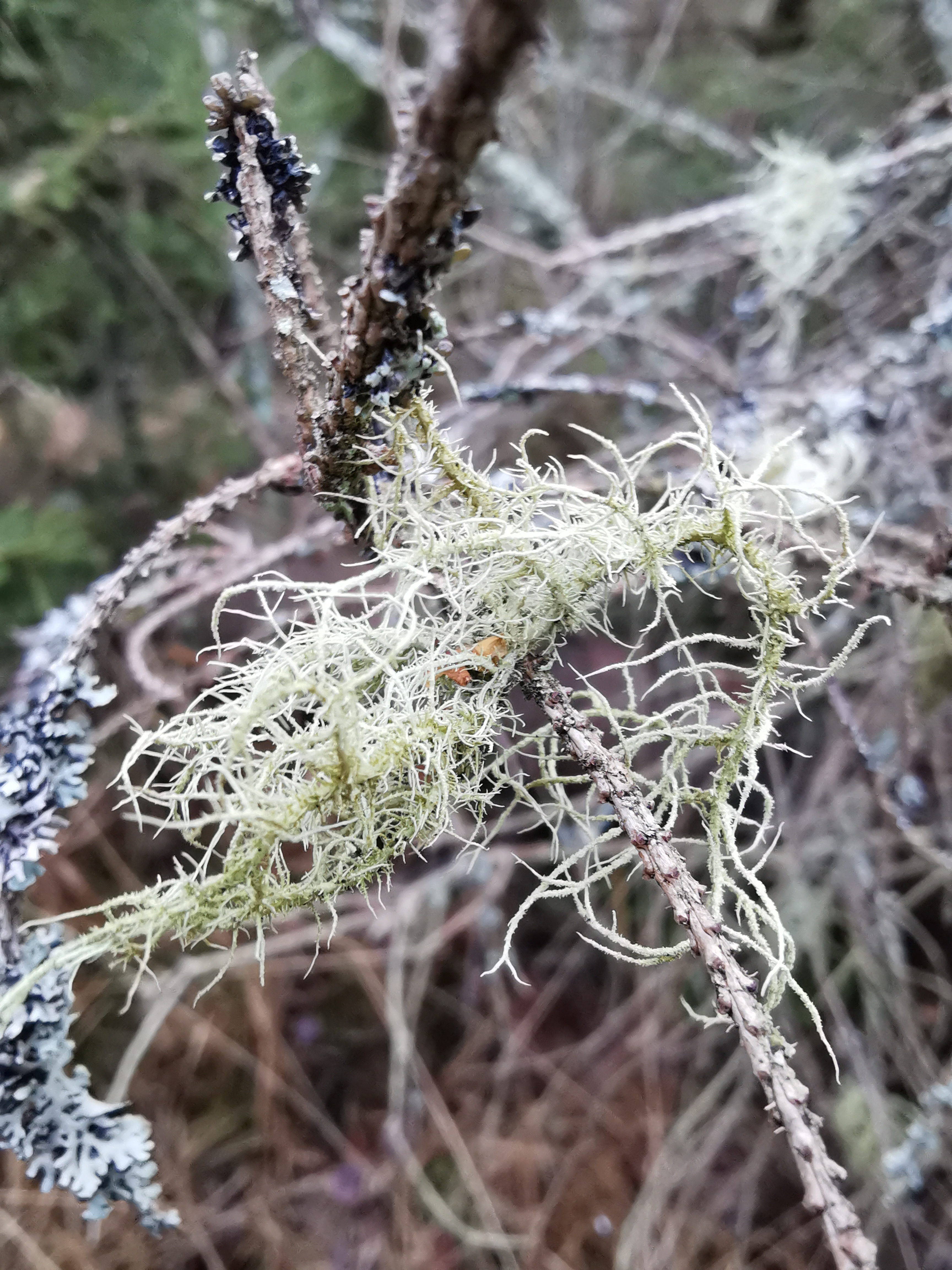
Usnea sp. w obszarze użytku

W obszarze użytku stwierdzono występowanie – rosiczki okrągłolistnej (Drosera rotundifolia), bagnicy torfowej (Scheuchzeria palustris), bagna zwyczajnego (Rhododendron tomentosum), wełnianki pochwowatej (Eriophorum vaginatum) oraz borówki bagiennej (Vaccinium uliginosum). Wśród drzew rosnących na torfowisku dominują sosny zwyczajne (Pinus sylvestris) i brzozy brodawkowate (Betula pendula). Drzewostan uzupełnia świerk pospolity (Picea abies) oraz kruszyna pospolita (Frangula alnus) w podszycie.
Właścicielem gruntu jest Skarb Państwa, zarządcą „Lasy Państwowe” Nadleśnictwo Łupawa – w obszarze leśnictwa Podole Małe. W niewielkiej odległości od „Torfowiska Wieliszewo 1” – do około trzystu metrów na zachód – położone są inne użytki ekologiczne – „Torfowisko Wieliszewo 2”, „Torfowisko Wieliszewo 3”, „Torfowisko Wieliszewo 4”. Od strony północno-wschodniej granice chronionego torfowiska wyznacza strumień Rębowa.